# NBA Showtime: NBA on NBC
NBA Showtime: NBA on NBC est un jeu vidéo de basket-ball sorti en 1999 et fonctionne sur arcade, Dreamcast, Nintendo 64, Game Boy Color et PlayStation. Le jeu a été développé par Eurocom puis édité par Midway.